# آزمایشگاه ملی لس آلاموس
آزمایشگاه ملی لس آلاموس (به انگلیسی: Los Alamos National Laboratory) یک مرکز بزرگ علمی متعلق به دولت فدرال در ایالت نیومکزیکو در آمریکا است.
این آزمایشگاه که بودجه‌ای برابر ۲ میلیارد دلار در سال دارد در شمال شهر سانتافه قرار دارد.
نخستین بمب اتمی جهان به سرپرستی رابرت اوپنهایمر در این آزمایشگاه طی پروژه‌ی منهتن ساخته شد.